# 박신영 (방송인)
박신영(1979년 1월 15일~)은 대한민국의 여성 기상 캐스터이다.

## 경력
- 2004년 7월 MBC 기상 캐스터로 공채 입사[1]함

## 입사하기전 리포토와 MC, 쇼호스트로 활동
- MBC 기상캐스터로 입사하기 전 리포터와 MC, 쇼호스트로 활동하는 등 다양한 방송 경력을 갖고 있다.

## 진행
- MBC 뉴스데스크 날씨정보 및 기상캐스터.
- MBC 뉴스와 경제 날씨정보 및 기상캐스터.
- MBC 뉴스 24 날씨정보 및 기상캐스터.

## 학력
- 서울대명초등학교
- 명일중학교
- 명일여자고등학교
- 한국외국어대학교 독일어과 졸업(97학번)
- 연세대학교 대학원 언론홍보대학원 석사